# Chotiaczów
Chotiaczów (ukr. Хотячів) – wieś na Ukrainie w rejonie włodzimierskim, obwodu wołyńskiego.
W czasie okupacji niemieckiej mieszkająca tutaj ukraińska rodzina Laszczuków udzielała schronienia Żydom. W 1992 roku Instytut Jad Waszem uhonorował za to Jermołaja i Jefymiję Laszczuków oraz Nadiję Nifakę z d. Laszczuk tytułami Sprawiedliwych wśród Narodów Świata.

## Urodzeni w Chotiaczowie
- Tadeusz Dworakowski –  polski ziemianin, właściciel majątku Przewały na Wołyniu, senator w II RP, wicewojewoda i p.o. wojewody wołyńskiego (1921-1922)[5].